# Stemma dell'Irlanda del Nord
Lo stemma dell'Irlanda del Nord fu instaurato nel 1924 per la nuova amministrazione nordirlandese, dopo che, con il trattato anglo-irlandese lo Stato Libero d'Irlanda si separò dal Regno Unito.
Lo stemma fu disegnato da Nevile Wilkinson (1869–1940), Ulster King of Arms, nel 1923 e presentato nel 1924 all'ufficio civile per l'Irlanda del Nord a Londra. La versione finale del simbolo fu approvata dal parlamento nordirlandese nell'aprile del 1924.
Lo stemma segue lo stesso design della bandiera nordirlandese, realizzata lo stesso anno, e si basa sulla bandiera dell'Ulster.
Il leone rosso britannico sul lato destro araldico e l'alce irlandese sul lato sinistro come reggistendardi, mentre la corona sopra lo stemma fu aggiunta nel 1925.
Con l'abrogazione dell'autogoverno nordirlandese nel 1972, lo stemma non fu più utilizzato. Il cimiero non è stato rimosso e lo stemma viene considerato storico.